# Оранжевоспинный султанский дятел
Оранжевоспинный султанский дятел (лат. Chrysocolaptes validus) — вид птиц из семейства дятловых (Picidae). Выделяют два подвида.
Одно время вид выделяли в монотипичный род Reinwardtipicus, родовое название дано в честь датского натуралиста профессора Каспара Георга Карла Рейнвардта.

## Описание
Длина тела 30 см; масса 155—185 г. Присутствует половой диморфизм.
У самца красные лоб, макушка и короткий гребень, окаймленный бледно-оранжевой, оранжево-коричневой окантовкой по бокам головы, более темной и коричневой к задней части; подбородок и скуловая область золотисто-коричневые; нижняя часть затылка и задняя часть шеи белые, окаймленные коричневато-серой окантовкой, на спине участки от желтого до оранжевого, круп от темно-оранжевого до красного с желто-оливковым налетом; надхвостья от темно-коричневого до тускло-оранжевого цвета; лопатки и кроющие крыльев чёрно-коричневые; маховые перья черноватые, 3—5 широких рыжевато-каштановых полос на всех перьях, пятна на основных кроющих; надхвостье очень темно-коричневое; стороны шеи, передняя часть шеи и большая часть нижней части тела птицы коричневые, широкие темно-красные кончики перьев, узкие желтоватые края на боках и нижней части, брюшная часть серо-коричневая, темно-коричневая на подхвостьях; под крылом полосатая буроватая или коричная, кроющие иногда более светлые, охристые и полосато-коричневые. Длинный клюв слегка изогнутый, имеет широкое основание и отчетливый долотообразный наконечник, светло-коричневый, нижняя челюсть желтоватая; цвет радужных оболочек от коричневатого до оранжево-красного; ноги от коричневатого до серого цвета.
У самки лоб до затылка и гребень темно-коричневые, голова сбоку серо-коричневая, задняя часть шеи и верхняя часть тела белые или беловатые, круп буроватый, узкая полоса по бокам шеи рыжеватая, передняя часть шеи и нижняя часть тела темно-серо-коричневые с наличием более светлой полосы.
Молодые птицы во многом похожи на самок, но у молодых самцов обычно имеется немного красного цвета на макушке и часто желто-оранжевого цвета круп. Подвид Reinwardtipicus validus xanthopygius обычно имеет меньше красного цвета на крупе самца, чем у представителей номинативного подвида, также нет коричневых полос на спине и крупе.

## Биология
В рацион входят личинки жуков, термиты, гусеницы, муравьи и другие насекомые.
Гнезда создают в мёртвых деревьях. В кладке 1—2 яйца. Родители кормят птенцов напрямую, а не срыгиванием.

## Распространение
Обитают в южной части Таиланда, на полуострове Малакка, на Суматре, Калимантане, Яве и соседних островах. Вымерли в Сингапуре.
Живут в лесах, на плантациях и на открытой местности с отдельными высохшими деревьями.